# Herminia reversata
Herminia reversata är en fjärilsart som beskrevs av Dyar 1902. Herminia reversata ingår i släktet Herminia och familjen nattflyn. Inga underarter finns listade i Catalogue of Life.